# 태어난 김에 음악일주
태어난 김에 음악일주는 문화방송의 태어난 김에 세계일주의 스핀오프 예능 프로그램이다.

## 기획의도
지금껏 보지 못한 새로운 스타일의 극사실주의 여행 예능 프로그램이다.

## 방송 시간
| 방송 채널 | 방송 시간                         | 비고                      |
| --------- | --------------------------------- | ------------------------- |
| MBC TV    | 2024년 8월 18일 ~ 2024년 10월 6일 | 매주 일요일 밤 9:10~11:00 |

## 출연진
- 기안84
- 빠니보틀
- 유태오

### 스튜디오 MC
- 사이먼 도미닉
- 장도연
- 이승훈 (위너)

## 시청률
최저 시청률과 최고 시청률은 시청률 조사회사와 지역별로 시청률에 차이가 있을 수 있습니다.
시청률은 닐슨코리아를 기준으로 한다.
| 회차 | 방송일          | AGB 시청률      | AGB 시청률        |
| 회차 | 방송일          | 대한민국 (전국) | 대한민국 (수도권) |
| ---- | --------------- | --------------- | ----------------- |
| 1회  | 2024년 8월 18일 | 3.6%            | 4%                |
| 2회  | 2024년 8월 25일 | 3.6%            | 3.9%              |
| 3회  | 2024년 9월 1일  | 3.1%            | 3.1%              |
| 4회  | 2024년 9월 8일  | 3.6%            | 3.5%              |
| 5회  | 2024년 9월 15일 | 2.8%            | 2.9%              |
| 6회  | 2024년 9월 22일 | 3.8%            | 4.5%              |
| 7회  | 2024년 9월 29일 | 2.9%            | 3.3%              |
| 8회  | 2024년 10월 6일 | 3.3%            | 3.5%              |

## 2024년
2024 방송연예대상
- - 올해의 예능인상 :기안84
  - 인기상 : 유태오
  - 여자최우수상 : 장도연
  - 남자최우수상 : 기안84